# Яків Цуртавелі

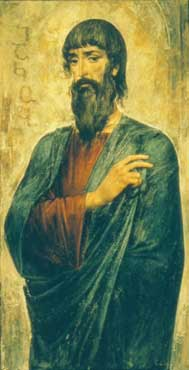

Яків (Якоб) Цуртавелі (груз. იაკობ ცურტაველი), також Яків Цуртавський, священник Яків (груз. იაკობ ხუცესი, Якоб Хуцесі) — грузинський письменник кінця V століття.
Йому належить агіографічний твір «Мучеництво святої цариці Шушанік» (між 476 і 483) — перша збережена пам'ятка давньої грузинської літератури. Воно розповідає про життя та мученицьку смерть дружини картлійського правителя Варскена, яка відмовилася слідом за чоловіком, що шукав союзу з Персією, перейти в зороастризм. За це Варскен піддав Шушанік тяжким катуванням і ув'язнив її в темниці, де вона й померла через 6 років. Автор житія стверджує, що був духівником цариці, описує (від третьої особи) свої бесіди з Шушанік, тому складене ним житіє унікальне як свідчення очевидця подій. Крім коротких відомостей, почерпнутих з «Мучеництва…», достовірної інформації про життя Якова Цуртавелі немає.